# Badmintonmeisterschaft von Hongkong 2012
Die Badmintonmeisterschaft von Hongkong des Jahres 2012 trug den vollständigen Namen Bank of China (Hong Kong) Hong Kong Annual Badminton Championships 2012 (chinesisch 2012 中銀香港全港羽毛球錦標賽).

## Sieger und Finalisten
| Disziplin    | Gold                                             | Silber                                 |
| ------------ | ------------------------------------------------ | -------------------------------------- |
| Herreneinzel | Hu Yun                                           | Wong Wing Ki                           |
| Dameneinzel  | Yip Pui Yin                                      | Cheung Ngan Yi                         |
| Herrendoppel | Albertus Susanto Njoto Yohan Hadikusumo Wiratama | Ng Ka Long Lee Chun Hei                |
| Damendoppel  | Poon Lok Yan Tse Ying Suet                       | Chau Hoi Wah Chan Hung Yung            |
| Mixed        | Hu Yun Chan Hung Yung                            | Yohan Hadikusumo Wiratama Shek Hiu Yiu |